# Maarschalk (Poolse functionaris)
De Maarschalk van een Wojwodschap (Pools: Marszałek Województwa) is de voorzitter van het uitvoerend college van een woiwodschap (provincie) in Polen. De functie werd gecreëerd in het kader van de hervorming van de administratieve indeling van Polen in 1999. De maarschalk wordt gekozen door het provinciale parlement (Pools: sejmik wojewóďzki).
In Polen worden ook de voorzitters van de beide kamers van het parlement, de Sejm en de Senaat, marszałek genoemd.